# Fernando Della Sala
Fernando Ariel Della Sala (Villa del Dique, 6 ottobre 1976) è un ex calciatore argentino, di ruolo centrocampista.

## Carriera

### Club
Ha giocato nella massima serie dei campionati argentino e finlandese, e nella seconda divisione argentina.

### Nazionale
Nel 1993 è stato convocato per il Mondiale di categoria con la nazionale argentina Under-17, dove però non è mai sceso in campo.